# ستيف كيسي
ستيف كيسي (بالإنجليزية: Steve Casey)‏ هو مجدف أيرلندي، ولد في 4 ديسمبر 1908 في Sneem ‏ في جمهورية أيرلندا، وتوفي في 10 يناير 1987.

## وصلات خارجية
- ستيف كيسي على موقع CageMatch worker (الإنجليزية)